# 크라프트법
크라프트법 또는 크라프트 공정(kraft process)은 목재를 종이의 주성분인 거의 순수한 셀룰로스 섬유로 구성된 목재 펄프로 전환하는 공정이다. 크라프트법에는 백액으로 알려진 물, 수산화 나트륨(NaOH) 및 황화 나트륨(Na2S)의 뜨거운 혼합물로 목재 칩을 처리하여 리그닌, 헤미셀룰로오스 및 셀룰로오스를 연결하는 결합이 끊어진다. 이 기술에는 기계적, 화학적 여러 단계가 수반된다. 종이를 생산하는 주요 방법이다. 어떤 상황에서는 크라프트 공장이 냄새가 나는 제품을 방출할 수 있고 어떤 상황에서는 상당한 액체 폐기물을 생성할 수 있기 때문에 이 공정은 논란의 여지가 있었다.
프로세스 이름은 이 프로세스를 사용하여 생산된 크라프트지의 강도로 인해 "강도"를 의미하는 독일어 단어 Kraft에서 파생되었다.

## 같이 보기
- 크라프트지
- 종이
- 펄프